# مات ببكر
مات ببكر (بالإنجليزية: Matt Baker)‏ (18 ديسمبر 1979 في المملكة المتحدة - ) هو سياسي ولاعب كرة قدم بريطاني في مركز حراسة المرمى. شارك مع منتخب إنجلترا لكرة القدم C ‏. أما مع النوادي، فقد لعب مع روشدين ودايموندز وميلتون كينز دونز ونادي ريكسهام ونادي هيرفورد وهال سيتي ونادي ويموث ونادي برادفورد بارك أفنيو.

## وصلات خارجية
- مات ببكر على موقع قاعدة بيانات كرة القدم.إي يو (الإنجليزية)
- مات ببكر على موقع Soccerbase.com (لاعب) (الإنجليزية)